# Neuve-Maison
Neuve-Maison é uma comuna francesa na região administrativa de Altos da França, no departamento de Aisne. Estende-se por uma área de 8,42 km². Em 2010 a comuna tinha 628 habitantes (densidade: 74,6 hab./km²).